# برونو بلوم
برونو بلوم (بالفرنسية: Bruno Blum )‏ (و. 1960 – م) هو صحفي، وعازف قيثارة، وكاتب سير، من فرنسا، ولد في فيشي.

## روابط خارجية
- برونو بلوم على موقع ميوزك برينز (الإنجليزية)
- برونو بلوم على موقع ديسكوغز (الإنجليزية)